# Свен Ґінман
Свен Ґінман (швед. Sven Ginman; нар. 11 липня 1948) — колишній шведський тенісист.

## Титули на юніорських турнірах Великого шлему

### Парний розряд: 1
| Результат | Рік  | Турнір                                 | Покриття | Партнер       | Суперники            | Рахунок  |
| --------- | ---- | -------------------------------------- | -------- | ------------- | -------------------- | -------- |
| Перемога  | 1967 | Відкритий чемпіонат Австралії з тенісу | Трава    | Джон Бартлетт | Дейв Райт Ян Флетчер | 6–3, 6–5 |